# Municipio de Gooseneck
El municipio de Gooseneck (en inglés: Gooseneck Township) es un municipio ubicado en el condado de Divide en el estado estadounidense de Dakota del Norte. En el año 2010 tenía una población de 31 habitantes y una densidad poblacional de 0,28 personas por km².

## Geografía
El municipio de Gooseneck se encuentra ubicado en las coordenadas 48°56′59″N 103°39′7″O / 48.94972, -103.65194. Según la Oficina del Censo de los Estados Unidos, el municipio tiene una superficie total de 112.1 km², de la cual 109,96 km² corresponden a tierra firme y (1,91 %) 2,14 km² es agua.

## Demografía
Según el censo de 2010, había 31 personas residiendo en el municipio de Gooseneck. La densidad de población era de 0,28 hab./km². De los 31 habitantes, el municipio de Gooseneck estaba compuesto por el 100 % blancos. Del total de la población el 0 % eran hispanos o latinos de cualquier raza.